# Celleporaria cylindrocystis
Celleporaria cylindrocystis är en mossdjursart som beskrevs av Tilbrook 2006. Celleporaria cylindrocystis ingår i släktet Celleporaria och familjen Lepraliellidae. Inga underarter finns listade i Catalogue of Life.